# Pingasa subpurpurea
Pingasa subpurpurea är en fjärilsart som beskrevs av W. Warren 1897. Pingasa subpurpurea ingår i släktet Pingasa och familjen mätare. Inga underarter finns listade i Catalogue of Life.